# Бировача
44°35′ пн. ш. 15°57′ сх. д. / 44.58° пн. ш. 15.95° сх. д.
Бировача (хорв. Birovača) — населений пункт у Хорватії, у Лицько-Сенській жупанії у складі громади Доній Лапаць.

## Населення
Населення за даними перепису 2011 року становило 77 осіб.
Динаміка чисельності населення поселення:

## Клімат
Середня річна температура становить 8,32 °C, середня максимальна – 22,06 °C, а середня мінімальна – -7,52 °C. Середня річна кількість опадів – 1275 мм.
| Клімат поселення                              | Клімат поселення | Клімат поселення | Клімат поселення | Клімат поселення | Клімат поселення | Клімат поселення | Клімат поселення | Клімат поселення | Клімат поселення | Клімат поселення | Клімат поселення | Клімат поселення | Клімат поселення |
| Показник                                      | Січ.             | Лют.             | Бер.             | Квіт.            | Трав.            | Черв.            | Лип.             | Серп.            | Вер.             | Жовт.            | Лист.            | Груд.            |                  |
| Середній максимум, °C                         | 5,92             | 7,01             | 10,13            | 14,03            | 18,74            | 22,06            | 21,94            | 21,66            | 17,92            | 13,90            | 8,47             | 4,41             |                  |
| Середня температура, °C                       | −0,8             | 0,29             | 3,42             | 7,32             | 12,02            | 15,34            | 17,60            | 17,33            | 13,57            | 9,56             | 4,13             | 0,06             |                  |
| Середній мінімум, °C                          | −7,52            | −6,43            | −3,28            | 0,61             | 5,32             | 8,63             | 13,26            | 12,98            | 9,23             | 5,22             | −0,2             | −4,28            |                  |
| Норма опадів, мм                              | 89               | 91               | 98               | 110              | 99               | 101              | 78               | 87               | 118              | 131              | 151              | 122              |                  |
| Середньомісячна швидкість вітру, м/с          | 1.96             | 2.10             | 2.32             | 2.28             | 2.09             | 1.86             | 1.82             | 1.70             | 1.79             | 1.94             | 2.10             | 2.18             |                  |
| Середньомісячна сонячна радіація, кДж/м²·день | 4693             | 7393             | 10888            | 15342            | 19266            | 21303            | 22981            | 19896            | 14797            | 9553             | 5171             | 3931             |                  |
| --------------------------------------------- | ---------------- | ---------------- | ---------------- | ---------------- | ---------------- | ---------------- | ---------------- | ---------------- | ---------------- | ---------------- | ---------------- | ---------------- | ---------------- |
| Джерело:                                      |                  |                  |                  |                  |                  |                  |                  |                  |                  |                  |                  |                  |                  |